# Изворот
«Изворот» — студийный двойной альбом Инны Желанной, вышедший в 2014 году.

## Об альбоме
Выпуск альбома предварил выход в марте винилового миньона из шести песен. Средства для записи альбома собирались методом краудфандинга. Кроме основного аккомпанирующего состава группы альбом помогали записывать Трей Ганн (King Crimson), Лев Слепнер ("Маримба плюс") и Радик Тюлюш ("Хуун-Хуур-Ту").

## Список композиций
В альбоме использованы народные песни Смоленской, Белгородской, Могилевской, Брянской, Курской, Киевской, Полтавской и других областей.
| №                   | Название            | Длительность |
| ------------------- | ------------------- | ------------ |
| 1.                  | «Павлин»            | 8:39         |
| 2.                  | «Петривка»          | 5:26         |
| 3.                  | «Изворот»           | 4:27         |
| 4.                  | «Татары»            | 7:29         |
| 5.                  | «Боровая»           | 5:59         |
| 6.                  | «Старый муж»        | 5:12         |
| 7.                  | «Разлилась»         | 7:57         |
| 8.                  | «Палисад»           | 5:11         |
| 9.                  | «Понаехали»         | 3:58         |
| 10.                 | «Коточок»           | 6:11         |
| Общая длительность: | Общая длительность: | 1:00:29      |

| №                   | Название            | Длительность |
| ------------------- | ------------------- | ------------ |
| 1.                  | «Недоносок»         | 4:39         |
| 2.                  | «Воробей»           | 5:02         |
| 3.                  | «7/5»               | 7:29         |
| 4.                  | «Береза»            | 6:55         |
| 5.                  | «Ная»               | 9:01         |
| 6.                  | «Чумачи»            | 7:42         |
| 7.                  | «Горе»              | 7:39         |
| 8.                  | «Ветерок»           | 8:48         |
| 9.                  | «Стрела»            | 9:00         |
| Общая длительность: | Общая длительность: | 1:06:15      |

| №                   | Название            | Длительность |
| ------------------- | ------------------- | ------------ |
| 1.                  | «Павлин»            | 8:39         |
| 2.                  | «Татары»            | 7:28         |
| 3.                  | «Старый муж»        | 5:12         |
| 4.                  | «Воробей»           | 5:02         |
| 5.                  | «Ветерок»           | 8:48         |
| 6.                  | «Стрела»            | 9:00         |
| Общая длительность: | Общая длительность: | 44:09        |

## Участники записи
| - Инна Желанная — вокал, автор, музыка - Сергей Калачев – бас-гитары, соло, программинг, музыка - Олег Маряхин – саксофоны, труба, калимба - Дмитрий Фролов – барабаны | Приглашённые музыканты - Тина Манышева – скрипка (1/4; 1/7; 2/1; 2/6; 2/8) - Геннадий Лаврентьев – скрипка (1/4; 1/5; 2/1; 2/6; 2/8) - Радик Тюлюш – горловое пение, флейта, бызанчи, хомус (1/4; 2/9) - Лев Слепнер – маримба (1/4; 2/2) - Трей Ганн — гитара Уорра (2/3) - Руслан Колин – дудук (1/7) - DJ Mixoid – scratch (2/1) |